# نادي النصر والسلام
نادي النصر والسلام الرياضي هو فريق كرة قدم عراقي مقره بغداد، ويلعب في القسم العراقي الثالث.

## التاريخ الإداري
- عوده شكر
- رائد إسماعيل

## روابط خارجية
- النصر والسلام على موقع Goalzz.com
- أندية العراق - تواريخ التأسيس